# زنده در پمپئی (آلبوم دیوید گیلمور)
| بررسی انتقادی | بررسی انتقادی |
| منبع          | رتبه‌بندی      |
| ------------- | ------------- |
| آل‌میوزیک      | [ ۳ ]         |
| Classic Rock  | ۸/۱۰          |
| Den of Geek   | [ ۵ ]         |
| گاردین        | [ ۶ ]         |
| laut.de       | [ ۷ ]         |
| ریکورد کالکتر | [ ۸ ]         |

زنده در پمپئی (انگلیسی: Live at Pompeii) یک آلبوم زنده و کنسرت فیلم از دیوید گیلمور، خوانندهٔ انگلیسی گیتاریست پیشین بند پینک فلوید است. این آلبوم در امفی‌تئاتر پمپئی ضبط شد. این اجرا برای پشتیبانی از آلبوم خود صدای آن قفل را در بیاور (۲۰۱۵) انجام شد. این کنسرت به کارگردانی گاوین الدر برگزار شد. این آلبوم در تاریخ ۲۹ سپتامبر ۲۰۱۷ منتشر شد.